# Trente et quarante
Pour le film de 1945, voir Trente et quarante (film).
Le trente et quarante est un jeu d'argent et de hasard, autrefois disponible dans les casinos, qui ressemble assez au blackjack. Il se joue avec six jeux de 52 cartes.

## Règles
Comme au blackjack, chaque carte vaut sa valeur faciale, les têtes valant dix points, et l'as systématiquement un point.
Le croupier dispose face à lui d'abord une première rangée de cartes, dite rangée des noirs, jusqu'à totaliser au moins trente et un points mais sans dépasser quarante. Il fait ensuite de même pour une seconde rangée, dite rangée des rouges. Ainsi chaque rangée est d'une valeur comprise entre trente et un et quarante, dont on ne retient que l'unité. La rangée déclarée gagnante à la suite de la donne est celle dont la valeur est la plus petite.
| Rangée des noirs  |  |  |  |  |  |  | 33 points, soit 3 |
| Rangée des rouges |  |  |  |  |  |  | 37 points, soit 7 |

Chaque joueur, avant que la donne ne soit réalisée par le croupier, peut parier sur les résultats suivants :
- Noir : la rangée des noirs est la rangée gagnante ;
- Rouge : la rangée des rouges est la rangée gagnante ;
- Couleur : la première carte de la rangée gagnante est de sa couleur ;
- Inverse : inversement, la première carte de la rangée gagnante n'est pas de sa couleur.

Ainsi, dans l'exemple précédent, la rangée des noirs gagne, mais n'est pas de sa couleur (elle commence par un carreau au lieu d'un pique ou d'un trèfle). Les paris gagnants sont donc Noir et Inverse.
Chaque pari remporté rapporte une fois la mise. En cas d'égalité, les mises sont libres et peuvent être reprises ou déplacées, sauf dans le cas d'une égalité à un (encore appelée refait), c’est-à-dire chaque rangée totalise 31 points. Dans ce cas, les mises sont dites en prison : un coup est rejoué immédiatement, jusqu'à ce que les mises redeviennent libres ou qu'une rangée gagne. Si au coup suivant il n'y a plus égalité, les mises gagnantes peuvent être retirées (mais ne gagnent rien) tandis que les mises perdantes vont à la banque. S'il y a de nouveau (une deuxième fois) égalité à 31 les mises ne pourront être libérées qu'après avoir gagné deux fois.
Il est possible de prendre une « assurance » contre l'égalité à 31 en payant d'avance à la banque 1 % de sa mise : les mises ainsi « assurées » sont marquées, par exemple au moyen d'un jeton blanc. Bien des joueurs expérimentés prennent une assurance à chaque coup, en effet le coût relatif de l'assurance (1 %) est inférieur à la probabilité du refait (2,19 %). 
Après chaque coup, le croupier annonce le résultat comme suit (en français, même dans les casinos italiens) en annonçant toujours les résultats obtenus par Rouge et par la Couleur :
- Rouge gagne et la couleur (Rouge et Couleur gagnent);
- Rouge gagne et la couleur perd (Rouge et Inverse gagnent);
- Rouge perd et la couleur gagne (Noir et Couleur gagnent);
- Rouge perd et la couleur (Noir et Inverse gagnent);
- Un après (ou Refait): égalité à 31;
- Deux après, Trois après, …, Dix après : égalité à 32, à 33, …, à 40.

## Histoire
Dans les multiples "affaires" constituant ensemble la Guerre des casinos de la Côte d'Azur, dans les années 1970 (cf. Affaire Le Roux), le jeu de Trente-et-Quarante joua un rôle déterminant, car c'était le seul jeu de cartes admis dans les casinos où ni le croupier ni les joueurs ne pouvaient ni prendre ou demander ni refuser une carte supplémentaire : aucun élément de hasard n'était introduit dans le déroulement de la partie comprenant 312 cartes, et qui par là était déterminée dès la première carte. Dès lors, une fois que la distribution des cartes dans le sabot était connue du joueur, par exemple en se procurant la collaboration d'un employé du casino-victime (moyennant paiement ou menaces), les mises dudit joueur devenaient sans risque ; d'où des gains systématiques et faramineux de groupes de joueurs présumés envoyés par des casinos concurrents ; d'où la disparition de ce jeu des casinos par la suite après la ruine, le rachat ou la fermeture définitive de quelques-uns de ces casinos : Palais de la Méditerranée (Nice), casino de Menton, casino Ruhl (Nice) et d'autres. Ce jeu est néanmoins toujours proposé au casino de Monte-Carlo et dans quelques établissements italiens (Saint-Vincent, Campione d'Italia).